# Sepedonella curvisetis
Sepedonella curvisetis är en tvåvingeart som först beskrevs av Verbeke 1950.  Sepedonella curvisetis ingår i släktet Sepedonella och familjen kärrflugor. Inga underarter finns listade i Catalogue of Life.